# 蜂香薄荷
美国薄荷，又名美國薄荷、大紅蜂香草（crimson beebalm），唇形科多年生草本植物，原產於北美。
“蜂香薄荷”之名来自于英文bee balm。它的一个英文别名叫做bergamot，由于bergamot在英文中还指芸香科水果香柠檬，而香柠檬长期被误译为佛手柑，因此蜂香薄荷又有“佛手柑草”的别名，其他的別名還包括：麝香薄荷、佛手柑薄荷、火炬花、松明花等。
唇形科另一种蜜蜂花屬的植物香蜂花，因名稱相近，經常與蜂香薄荷混淆。
使用在香水中並用來作為安撫面膜, 種植在東半球中, 有檸檬風味的植物, 有芳香的葉片, 用來作為藥劑或食品及藥物的風味劑, 也用作治療牙痛及耳痛。